# Raúl Apold
Raúl Alejandro Apold (Buenos Aires, 9 de noviembre de 1898 - 20 de enero de 1980) fue un periodista y político peronista que se hizo conocido por su labor en la Subsecretaría de Prensa y Difusión durante la primera y segunda presidencia de Juan Domingo Perón. Su abuelo paterno fue el inmigrante alemán Carlos Apold.

## Comienzos en el periodismo
En 1919, a los 21 años era secretario del general Pablo Riccheri. Se inició en el periodismo ayudado por José Luis Cantilo en el diario yrigoyenista La Época donde ingresó como ordenanza y llegó a ser cronista deportivo. Trabajó luego en el diario El Mundo en temas aeronáuticos y en su trabajo recorría las oficinas gubernamentales, lo que permitió que fuera conocido por Perón que se desempeñaba en el Ministerio de Guerra. También colaboraba en El Hogar y Mundo Argentino; fue el asesor aeronáutico en la película Alas de mi patria, dirigida por Carlos Borcosque de Argentina Sono Film, productora cinematográfica de los hermanos Mentasti y se quedó como jefe de prensa. No dejó allí buenos recuerdos.
Apold llegó a la jefatura de los cronistas acreditados en la Casa Rosada y por la misma época conoció a Eva Duarte, que trabajaba en Radio Belgrano.

## Llegada a la Secretaría de Prensa
El 21 de octubre de 1943 el dictador Pedro Pablo Ramírez creó la Subsecretaría de Informaciones y Prensa como dependencia del Ministerio del Interior, que puso a cargo de Oscar Lomuto; durante su gestión se aprobó el Estatuto del Periodista Profesional y se crearon la Agencia de Noticias del Estado (ANDES), el Archivo de la Palabra dependiente del Archivo Gráfico de la Nación y la agencia Telenoticiosa Americana (Télam). En junio de 1946 el coronel Rafael Lascalea fue nombrado al frente de la Subsecretaría pero a poco lo reemplazó el periodista Emilio Cipolleti, que falleció en diciembre de 1947 y fue sustituido por Carlos Pereyra Rosas, que murió a los dos meses. En enero de 1947 Apold fue designado director general de Difusión de la Subsecretaría, cargo que retuvo cuando al poco tiempo lo nombraron director del diario Democracia, el primer periódico que se incorporó a la cadena de medios oficialistas. 
En marzo de 1949 Apold fue nombrado Subsecretario de Prensa y se desempeñó hasta que renunció el  4 de julio de 1955 para ser reemplazado por León Bouché. Su renuncia fue parte de la renovación que encaró Perón para refrescar su gabinete después de ocurrido el intento de golpe de Estado del 16 de junio de ese año.

## Actuación en la Secretaría de Prensa

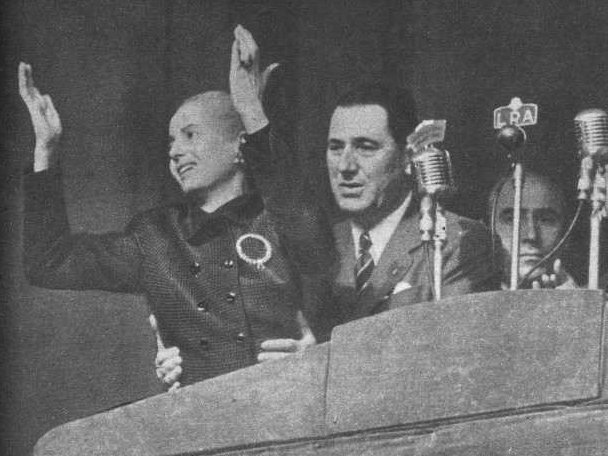
Perón sostiene a Eva mientras pronuncia un discurso en Plaza de Mayo, el 1 de mayo de 1952. A la derecha, Raúl Apold.

Al hacerse cargo de la Subsecretaría, Apold le dio nuevo impulso: en 1955 su presupuesto llegó a los 40 millones de pesos, de los cuales 25 eran los salarios de más de mil agentes. Editó infinidad de publicaciones oficialistas (que llegaron a los 5 millones de folletos en los últimos dos años) que se distribuían en el país y en el exterior y la mayor parte se referían a discursos de Perón y de Evita. En los actos oficiales las fotografías eran tomadas por personal de la Subsecretaría, seleccionadas y enviadas a la prensa para su publicación junto con la gacetilla correspondiente. En 1950 se hizo acreedor de la Medalla Peronista.
En 1954 organizó el primer Festival Internacional de Cine de Mar del Plata.
Apold utilizó como medio de propaganda político a los documentales, que incluso se traducían a otros idiomas para ser proyectados en embajadas argentinas en el exterior. Así en ocasión de la visita que en 1950 realizó al país el presidente chileno Carlos Ibáñez del Campo, Apold hizo filmar Argentina de fiesta, un cortometraje en blanco y negro dirigida por Enrique Cahen Salaberry sobre ese acontecimiento. En 1952 la Secretaría produjo Eva Perón inmortal, un cortometraje dirigido por Luis César Amadori sobre su propio guion sobre la vida y obra de Eva Perón. 
Al comunicar el fallecimiento de Eva Perón, Apold cambió la hora del suceso –que era 20:23- por la de 20:25 que consideró más recordable y a partir de entonces y hasta la caída de Perón cuando llegaba la hora indicada en todas las radios se escuchaba que eran “las 20:25, hora en que Eva Perón pasó a la inmortalidad” y, a continuación, se irradiaba el boletín de noticias de Radio del Estado (otros dos boletines iban también por cadena a las 10 y a las 13). Por otra parte, contrató a Edward Cronjagar, camarógrafo de la 20th Century Fox, que había filmado los funerales del mariscal Foch para que hiciera lo mismo con el funeral de Evita y de ese material resultó el documental Y la Argentina detuvo su corazón.
Existen diversos comentarios sobre las directivas de Apold. Estableció listas negras que hizo cumplir dentro del periodismo, el mundo del entretenimiento y espectáculo, la política y la ciencia. En 1948 ordenó que la prensa no cubriera el regreso de Bernardo Houssay –un reconocido opositor del gobierno- desde Estocolmo adonde había ido a recibir el Premio Nobel de Medicina; el hijo de Domingo Mercante cuenta que un día escucharon a Evita despotricar contra Juan Atilio Bramuglia y que a partir de la entrevista que ella tuvo con Apold al día siguiente ningún medio pasó a mencionar a aquel ministro, y que lo mismo sucedió con Oscar Ivanissevich y con Ramón Carrillo. Con referencia a la caída en desgracia de su padre, también relató que el diputado Ángel José Miel Asquía recibió junto con Apold la orden de Eva Perón de que no podía aparecer una foto más de su padre, ni comentario escrito o radial. El cronista de cine Calki (Raimundo Calcagno) en la crítica publicada en la revista Rico Tipo escribió con referencia a una película italiana que “el argumento es más falso que una declaración de bienes” justo cuando Perón había hecho la suya; por orden de Apold lo echaron de todos los trabajos, empezando por Editorial Haynes que lo despidió por “calumnias e injurias al Presidente de la Nación”. Cuando en pleno conflicto con la Iglesia se  realizó una gran concentración por el Día de la Virgen el 8 de diciembre de 1954, Apold ordenó a la prensa mantener silencio al respecto pero el diario católico El Pueblo publicó al día siguiente la foto de la gran multitud con la consecuencia que a los tres días estaba clausurado y con sus dueños presos. Por su parte al diario en lengua alemana Argentinisches Tageblatt que en 1955 publicó un cable que aludía a la excomunión de Perón, le fue retirada la provisión de papel de diario y luego de cuatro semanas fue citado en la Subsecretaría de informaciones donde después de advertirle que la libertad de prensa debía ejercerse responsablemente le repusieron el cupo que tenían. La esposa del entonces presidente de la Cámara de Diputados de la Nación, Ricardo César Guardo cuenta cómo supo por los diarios del 10 de febrero de 1948 que había caído políticamente en desgracia: el diario La Nación publicaba la fotografía de un acto realizado el día anterior en la embajada de México en la que aparecía junto a otros ministros y en la nota era mencionado como uno de los asistentes, en tanto en el diario oficialista Democracia, dirigido por Apold, la misma foto publicada había sido alterada y Guardo ya no aparecía en ella, como tampoco estaba en la lista de presentes.
En 1947 Apold decretó la prohibición de películas de origen soviético. Esta censura terminó en 1951, cuando Argentino Vainikoff, de la distribuidora Artkino, y el secretario político de la Presidencia, Martín Carlos Martínez, convencieron al presidente Perón de levantar la prohibición, pese a las reticencias de Apold.
Los detractores de Apold lo llamaban «El nazi».
Apold fue quien ideó el lema propagandístico “Perón cumple, Evita dignifica”, y quien tuvo la idea del programa radial Pienso y digo lo que pienso que se transmitía por cadena nacional todos los días a las 20:30 horas en el cual artistas conocidos –el más importante de los cuales fue Enrique Santos Discépolo, con guiones de Abel Santa Cruz y Julio Porter, leían textos de propaganda oficial.

## Controversias
Según la investigación de la periodista Silvia Mercado publicada en su libro El inventor del peronismo, Apold en persona habría sido el ejecutor de Juan Duarte, y el hecho habría sucedido luego de un famoso discurso de Perón advirtiendo que no toleraría corrupción dentro de su gobierno.